# Robert Fraszko
Robert Fraszko (ur. 5 listopada 1974) – polski hokeista.
Hokeistami zostali także jego brat Adam i bratanek Bartosz.

## Kariera
- TTH Metron Toruń (1994-1996)
- SKH Sanok (1999-2000)
- KTH Krynica (2000-2001)
- Stoczniowiec Gdańsk (2000-2004)
- TKH Toruń (2004-2007)
- Łódzki Hokej (2013)
- WTH Września (2013-)

Przez kilka sezonów był kapitanem toruńskiej drużyny (2004-2007). Od połowy 1999 do 2000 był zawodnikiem SKH Sanok. W kwietniu 2008 zakończył zawodową karierę. W listopadzie tego roku odbyło się jego pożegnalne spotkanie.
Po zakończeniu profesjonalnej kariery podjął występy w rozgrywkach amatorskich. Od stycznia 2013 w drużynie Łódzki Hokej w ramach Hokejowej Ligi Open. Następnie w zespole WTH Września.

## Sukcesy
- Brązowy medal mistrzostw Polski: 1996 z TTH Toruń i 2003 ze Stoczniowcem
- Puchar Polski: 2006 z TTH Toruń